# Therese Wislander
Therese Wislander (* 14. Februar 1990 in Göteborg) ist eine ehemalige schwedische Handballspielerin.

## Werdegang
Therese Wislander ist die älteste Tochter des ehemaligen Welthandballers und schwedischen Nationalspielers Magnus Wislander. Da ihr Vater 1990 vom Göteborger Verein Redbergslids IK zum deutschen Handball-Bundesligisten THW Kiel wechselte, wuchs Therese Wislander in Knoop in der Nähe von Kiel auf. Sie begann mit dem Handballspielen beim TSV Melsdorf, wo ihre Mutter Camilla, eine ehemalige schwedische Nationalspielerin, Trainerin war. Nachdem Magnus Wislander den THW 2002 verlassen hatte und die Familie nach Schweden zurückgekehrt war, spielte Therese Wislander bei Kärra HF. Ab 2010 stand die 1,71 Meter große Torhüterin beim Erstligisten Skövde HF zwischen den Pfosten, mit dem sie in der Saison 2010/11 am EHF-Pokal teilnahm. Zur Saison 2014/15 wechselte sie zum Ligakonkurrenten LUGI HF. Nach nur einer Saison schloss sie sich Kungälvs HK an. Nach der Saison 2015/16 beendete sie ihre Karriere.
Bei der Europameisterschaft in Schweden 2016 war Wislander für die Veranstalter als Teambetreuerin der deutschen Nationalmannschaft tätig.

## Sonstiges
Wislander arbeitet als Bauingenieurin.